# Bob Rafelson
Robert "Bob" Rafelson (Nova Iorque, 21 de fevereiro de 1933 - 23 de julho de 2022) foi um cineasta, roteirista e produtor norte-americano. Tornou-se especialmente notado em dois filmes, ambos protagonizados por Jack Nicholson e John P. Ryan, Five Easy Pieces (1970) e The Postman Always Rings Twice (1981), bem como por ter sido um dos criadores da banda pop e da série de televisão The Monkees.

## Filmografia

### Como realizador
- 1968: Head
- 1970: Five Easy Pieces (br: "Cada um vive como quer" / pt: "Destinos opostos")
- 1972: The King of Marvin Gardens (pt: "O dia dos loucos")
- 1976: Stay Hungry (br: "O guarda-costas" / pt: "À força de músculos")
- 1981: The Postman Always Rings Twice (br: "O destino bate à sua porta" / pt: "O carteiro toca sempre duas vezes")
- 1987: Black Widow (pt: "A viúva negra")
- 1990: Mountains of the Moon (pt: "As montanhas da Lua")
- 1992: Man Trouble (br: "Cão de guarda" / pt: "Ela nunca se nega")
- 1996: Blood and Wine (br: "Sangue e Vinho")
- 1998: Poodle Springs - (TV)
- 2002: No Good Deed (br: "Sem risco aparente")